# Filos bacterianos
Os filos bacterianos são as principais linhagens (filos ou divisões) do domínio Bacteria.
Ao classificar as bactérias seguindo o sistema de classificação científica estabelecido por Carl von Linné, cada cerpa bacteriana deve ser atribuída a uma espécie (nomenclatura binária), que é um nível inferior dentro de uma hierarquia de classificações ou categorias. Atualmente, o sistema de classificação mais amplamente aceite para táxones maiores é o sistema de três domínios, que se baseia na filogenia molecular. Neste sistema, as bactérias são membros do domínio Bactérias e o "filo" é a categoria abaixo do domínio, uma vez que a categoria "reino" está actualmente obsoleta na taxonomia bacteriana.
Neste esquema de classificação, a Bacteria foi (não oficialmente) subdividida em 2013 em 30 filos com representantes cultivados em laboratório. Muitos grandes clados foram criados com representantes que atualmente não podem ser cultivados; estes clados são conhecidos apenas pela sua metagenómica e são designados por filos candidatos. Se os incluirmos no conjunto de filos, o número de filos é mais dezenas. 
O número de filos bacterianos recém-descobertos continuou a aumentar desde então. No total, estima-se que existam cerca de 1300 filos bacterianos. Em maio de 2020, foram reconhecidos 41 filos bacterianos, formalmente aceites pelo LPSN,enquanto que no base de dados Silva foram reconhecidos 89 filos bacterianos e dezenas de outros foram propostos, e provavelmente ainda há mais centenas por descobrir. A grande maioria dos filos bacterianos reconhecidos são filos candidatos, é, não têm representantes que possam ser cultivados.
Relativamente à filogenia precisa subjacente aos clados de bactérias, alguns cientistas acreditam que pode existir uma ordem de ramificação, enquanto outros, como Norman Pace, acreditam que os vários filos bacterianos representam uma grande politomia (um evento simultâneo de especiação múltipla).

## Filogenia molecular
Tradicionalmente, a filogenia era inferida e a taxonomia estabelecida com base em estudos de morfologia. Recentemente, a filogenia molecular tem sido utilizada para melhor elucidar as relações evolutivas das espécies, analisando as suas sequências ADN/proteína, por exemplo, o seu ADN ribossómico.  A falta de características morfológicas facilmente acessíveis, como as exibidas por animais e plantas, dificultou os primeiros esforços de classificação e resultou em classificações confusas, distorcidas e erróneas, um exemplo das quais, apontado por Carl Woese, é Pseudomonas cuja etimologia ("falsa unidade") corresponde ironicamente à sua taxonomia, uma vez que foram reunidas bactérias muito diferentes nesse taxon e que posteriormente tiveram de ser reclassificadas.

## Subdivisão inicial

Estrutura atómica da subunidade ribossómica 30S de Thermus thermophilus da qual o 16S rRNA faz parte. As proteínas estão representadas a azul e o RNA de cadeia simples a laranja.

Em 1987, Carl Woese, considerado o pioneiro da revolução da filogenia molecular, dividiu as eubactérias em 11 divisões com base nas sequências de 16S rRNA da subunidade menor ribossómica (SSU):
- Bactérias roxas e afins
  - subdivisão alfa (bactérias púrpuras não sulfurosas, rhizobacteria, Agrobacterium, Rickettsiae, Nitrobacter)
  - subdivisão beta (Rhodocyclus, (alguns) Thiobacillus, Alcaligenes, Spirillum, Nitrosovibrio)
  - subdivisão gama (entéricas, pseudomonads fluorescentes, bactérias de enxofre roxo, Legionella, (algumas) Beggiatoa)
  - subdivisão delta (redutores de sulfato e enxofre (Desulfovibrio), Myxobacteria, Bdellovibrio)
- Eubactérias grampositivass
  - Espécies com alto teor em G+C - Actinobacteria (Actinomyces, Streptomyces, Arthrobacter, Micrococcus, Bifidobacterium)
  - Espécies com baixo G+C - Firmicutes (Clostridium, Peptococcus, Bacillus, Mycoplasma)
  - Espécies fotossintéticas (Heliobacterium)
  - Espécies com paredes gram-negativas (Megasphaera, Sporomusa)
- Cianobactérias e cloroplastos (Aphanocapsa, Oscillatoria, Nostoc, Synechococcus, Gleoebacter, Prochloron)
- Espiroquetas e afins
  - Espiroquetas (Spirochaeta, Treponema, Borrelia)
  - Leptospira (Leptospira, Leptonema)
- Bactéria verde de enxofre (Chlorobium, Chloroherpeton)
- Bacteroides, Flavobacteria e parentes
  - Bacteroides (Bacteroides, Fusobacterium)
  - Grupo Flavobacterium (Flavobacterium, Cytophaga, Saprospira, Flexibacter)
- Planctomyces e parentes
  - Grupo Planctomyces (Planctomyces, Pasteuria)
  - Thermophiluss (Isocystis pallida)
- Chlamydiae (Chlamydia psittaci, Chlamydia trachomatis)
- Micrococos radiorresistentes e afins
  - Grupo de Deinococcus (Deinococcus radiodurans)
  - Termófilos (Thermus aquaticus)
- Bactérias verdes sem enxofre e afins
  - Grupo Chloroflexus (Chloroflexus, Herpetosiphon)
  - Grupo de Thermomicrobium (Thermomicrobium roseum)
- Termotogae

As "bactérias roxas e relacionadas" foram renomeadas como Proteobacteria.
As subdivisões de bactérias Gram-positivas com alto e baixo conteúdo de G+C foram renomeadas para divisões Actinobacteria e Firmicutes, elevando o número total de filos para 12.